# 溫德漢姆錦標賽
溫德漢姆錦標賽（英語：Wyndham Championship）是美國高爾夫球PGA巡迴賽的賽事。溫德漢姆錦標賽一半在北卡羅來納州舉行。溫德漢姆錦標賽開始於1938年。在2007年，賽事改為現在的名稱。2015年溫德漢姆錦標賽的獎金是540萬美元，冠軍獎金97.2萬美元。

## 外部連結
- 官方网站
- Coverage on PGA Tour's official site （页面存档备份，存于）

36°00′50″N 79°53′13″W / 36.014°N 79.887°W